# Igrapiúna
Igrapiúna é um município brasileiro do estado da Bahia. Sua população estimada em 2022  era de 13.151 habitantes.

## Economia
O Município vive em função da produção agrícola, parcialmente de subsistência, e parcialmente para produção de insumos. Duas grandes empresas detém volume substantivo de empreendimentos: a Michelin e o Grupo Odebrecht (atual Novonor), existindo uma forte dependência econômica entre a cidade e as companhias. A Michelin detém, por controle direto e indireto, 9 mil hectares de terras no Município, tendo adquirido-as da Firestone em 1984, concentradas em seu centro-norte, entre os rios Igrapiúna e Serinhaém, originariamente para a produção de Borracha. As recorrentes pragas nos seringais inviabilizaram, ou ao menos estagnaram, o progresso do empreendimento, que buscavam a autossuficiência da produção da borracha produzida pela Manufatura Michelin. Atuando em ramo similar, a Novonor, que se instalou na área durante a construção da Rodovia BA-001 a partir de 1965, gere as Fazendas Reunidas do Vale do Juliana. O Vale do Juliana tem sido palco de experimentos agronômicos dos mais diversos matizes, bem como sedia a única escola técnica do Município, a Casa Familiar Rural de Igrapiúna (CFR-I). Há um parco setor de comércio e serviços na sede, mas a ausência de estrutura logística e de infraestrutura não favorece um desenvolvimento substancial.
A despeito de numerosos ativos de potencial turístico, como a Cachoeira de Pancada Grande, a Praia do Contrato, a Coroa Vermelha, a Ilha de Pedra Furada, e a Ponta do Santo, o Município não faz nenhum aproveitamento significativo, nem investe na estrutura, de forma que a exploração é feita por seus vizinhos, Ituberá e Camamu.